# Heinz Dehne
Heinz Horst Dehne (* 20. Mai 1936 in Ammendorf bei Halle (Saale); † 18. Februar 2017 vielleicht in Rostock) war ein deutscher Chemiker und Hochschullehrer.

## Leben

### Familie
Heinz Dehne war der Sohn des Schlossers Max Dehne, und dessen Ehefrau Anna, geb. Koch.
Er war seit 1971 mit Ruth Koch, geb. Enke, verheiratet, die als chemisch-technische Assistentin tätig war.

### Werdegang
Nach dem Besuch der Grundschule in Ammendorf von 1942 bis 1950 absolvierte Heinz Dehne die Erweiterte Oberschule Radewell in Ammendorf und legte 1954 das Abitur ab. Im Anschluss daran begann er ein Studium der Chemie an der Universität Halle. Unter der Betreuung von Wolfgang Langenbeck schloss er 1960 sein Chemiestudium mit einer Diplomarbeit über Enzymmodelle ab.
Nach seinem Studium arbeitete Dehne von 1961 bis 1969 als Aspirant und wissenschaftlicher Assistent am Institut für Organische Chemie der Universität Halle. In dieser Zeit entwickelte er ein starkes Interesse an der Organischen Chemie, was ihn dazu führte, 1965, ebenfalls unter der Betreuung von Wolfgang Langenbeck, mit der Promotion zum Dr. rer. nat. abzuschließen. Seine Dissertation trug den Titel Die katalytische Aktivierung der Pyrogallol-Autoxydation durch o-Chinonsulfonsäuren und Metallionen, Hämin und Parahämatine.
Von 1965 bis 1969 war er als wissenschaftlicher Mitarbeiter und später als Oberassistent am Institut für Organische Chemie tätig. 1969 wurde Heinz Dehne zum Hochschuldozenten für Organische Chemie an die Universität Halle berufen.
Im Jahr 1970 habilitierte er sich an der Universität Halle und erhielt den Titel Dr. rer. nat. habil. in Organischer Chemie mit der Arbeit Paracyclophane aus disubstituierten p-Oligophenylen. Anschließend war er von 1969 bis 1975 Hochschuldozent für Organische Chemie an der gleichen Institution. 
Seine Karriere führte ihn 1975 an die Pädagogische Hochschule Güstrow, wo er bis 1991 als ordentlicher Professor für Organische Chemie tätig war. Ab 1992 bekleidete er die Position eines Professors für Organische Chemie und Naturstoffchemie an der Universität Rostock, wo er bis zu seinem Ruhestand im Jahr 2001 lehrte.
Heinz Dehne war aktiv in der akademischen Selbstverwaltung. Von 1994 bis 1996 war er stellvertretender Fachbereichssprecher und gehörte von 1996 bis 1998 dem Fakultätsrat an. Des Weiteren war er von 1996 bis 2000 Mitglied im Fachbereichsrat.
Er war von 1992 bis 2002 Mitglied im Editorial Board der Fachzeitschriften Sulfur Letters und Sulfur Reports.
Sein wissenschaftliches Werk umfasste zahlreiche Publikationen in angesehenen Fachzeitschriften. Darüber hinaus meldete er mehrere Patente an, die seine innovative Forschung und Entwicklung in der Chemie dokumentierten.

## Mitgliedschaften
Heinz Dehne war Mitglied in verschiedenen wissenschaftlichen Vereinigungen, darunter die Gesellschaft Deutscher Chemiker und der Deutsche Hochschulverband. In der Gesellschaft Deutscher Chemiker (GDCh) übernahm er von 1991 bis 1992 den Vorsitz des Ortsverbandes Güstrow.

## Schriften
- Die katalytische Aktivierung der Pyrogallol-Autoxydation durch o-Chinonsulfonsäuren und Metallionen, Hämin und Parahämatine. 1965.
- Paracyclophane aus disubstituierten p-Oligophenylen. 1970.